# Mnium grandifolium
Mnium grandifolium là một loài Rêu trong họ Mniaceae. Loài này được Taylor mô tả khoa học đầu tiên năm 1847.